# りんしん
りんしんは、日本のアニメーター、キャラクターデザイナー、イラストレーター。アームス所属。
年齢・性別・本名は不詳。アダルトアニメを中心に活動してきたが、近年はアームス同様、一般アニメに活動の場を移している。

## 主な作品

### アダルトアニメ
- ミッドナイトパンサー（キャラクターデザイン、作画監督）
- ワーズ・ワースシリーズ
  - ワーズ・ワース（キャラクターデザイン、作画監督、原画）
  - ワーズ・ワース外伝（キャラクターデザイン）
- 新世紀 淫魔聖伝（キャラクターデザイン、作画監督）
- 緋忍伝 -呀宇種（ガウス）-（ストーリー原案、キャラクターデザイン、作画監督）
- 淫獣聖戦シリーズ
  - 聖獣伝 ツインドールズ（キャラクターデザイン、作画監督、原画）
  - 淫獣聖戦 ツインエンジェル（キャラクターデザイン、作画監督）
  - 淫獣聖戦 XX（キャラクターデザイン）
- 淫獣学園シリーズ
  - 淫獣学園 La☆BlueGirl（キャラクターデザイン、作画監督、原画）※第2巻以降のみ
  - 真・淫獣学園 La☆BlueGirl（キャラクターデザイン、作画監督、原画）
  - 淫獣学園 La☆BlueGirl 復活篇（キャラクターデザイン）
- セーラー戦士ヴィーナス・ファイブ（キャラクターデザイン）
- 肉体転移（原画）
- 蛍子（原画）
- A KITE（原画）
- MEZZO FORTE（原画）
- Natural（総集編ジャケット原画）
- 新エンジェル（DVDジャケット原画）
- あしたの雪之丞（DVDジャケット原画）
- 同級生2（キャラクターデザイン、DVDジャケット原画）※15禁（現在の倫理規定では18禁）
- 愛姉妹・蕾 …汚してください（キャラクターデザイン、DVDジャケット原画）
- 河原崎家の一族2（キャラクターデザイン原案、DVDジャケット原画）

### アダルトゲーム
- ワーズ・ワース（キャラクターデザイン、原画）
- 河原崎家の一族2（キャラクターデザイン、原画）
- エルフオールスターズ脱衣雀（壁紙原画）
- X GIRL（キャラクターデザイン、原画）

### 一般アニメ
- I"s（キャラクターデザイン）
- MEZZO -メゾ-（原画）
- エルフェンリート（原画、オープニング/エンディング原画）
- 下級生2 〜瞳の中の少女たち〜（アイキャッチ、第一原画）
- 女子高生 GIRL'S-HIGH（原画）
- ひまわりっ!!（#1作画監督）
- 一騎当千シリーズ
  - 一騎当千 Dragon Destiny（キャラクターデザイン、総作画監督）
  - 一騎当千 Great Guardians（キャラクターデザイン、総作画監督）
  - 一騎当千 XTREME XECUTOR（キャラクターデザイン）
  - 一騎当千 集鍔闘士血風録（キャラクターデザイン）
  - 一騎当千 Extravaganza Epoch（キャラクターデザイン）
- 劇場版 NARUTO -ナルト- 疾風伝（原画）
- げんしけん2（イラスト原画、#5作画監督）
- To LOVEる -とらぶる-（#6原画）
- クイーンズブレイドシリーズ
  - クイーンズブレイド 流浪の戦士（キャラクターデザイン、総作画監督）[1]
  - クイーンズブレイド 玉座を継ぐ者（キャラクターデザイン、総作画監督）
  - クイーンズブレイド 美しき闘士たち（キャラクターデザイン、総作画監督）
- 百花繚乱 サムライガールズ（#6・#12作画監督）
- 世界でいちばん強くなりたい!（キャラクターデザイン[2][3]）
- レーカン!（オープニング作画監督・原画）
- DYNAMIC CHORD（原画）

### 小説
- 聖白虎伝（表紙原画、口絵）
- ワーズ・ワース（表紙原画）
- 淫獣聖戦DNA（表紙原画）
- 淫獣聖戦アンソロジーコミックス（表紙原画）

### その他
- P-mate（雑誌表紙原画）

### 画集
- りんしん自選原画集 RINSIN ILLUSTRATIONS（ケイエスエス、2001年2月30日発行）ISBN 4-87709-496-2
- りんしんイラスト集〔改訂版〕RIN-SIN ILLUSTRATIONS（Softgarage、2006年4月30日第1刷発行）ISBN 4-86133-068-8
- りんしん visual art works 凛（発行：フィールドワイ／発売：メディアパル、2010年10月22日初版第一刷発行＜10月7日発売[4]＞）ISBN 978-4-89610-766-1